# Ligne d'Huutokoski à Parikkala
La ligne d'Huutokoski à Parikkala (finnois : Huutokoski–Parikkala-rata) est une ligne de chemin de fer, à voie unique, du réseau de chemin de fer finlandais qui relie le village de Huutokoski, dans la municipalité de Joroinen à la municipalité de Parikkala.

## Histoire
À l'origine, l’extrémité orientale de la voie est l'ancienne voie ferrée de Carélie menant de Viipuri à Joensuu par Sortavala. 
Le tronçon de Elisenvaara à  Savonlinna est terminé en 1908, le prolongement vers Pieksämäki en 1914.Quand la gare de croisement d'Elisenvaara reste dans les territoires cédés à l'URSS, on construit après la guerre une voie unifiée de Parikkala à Simpele. 
Le trafic de voyageurs sur le tronçon Pieksämäki–Savonlinna s'arrêtera en 1988

## Infrastructure

### Gares et haltes

Gares
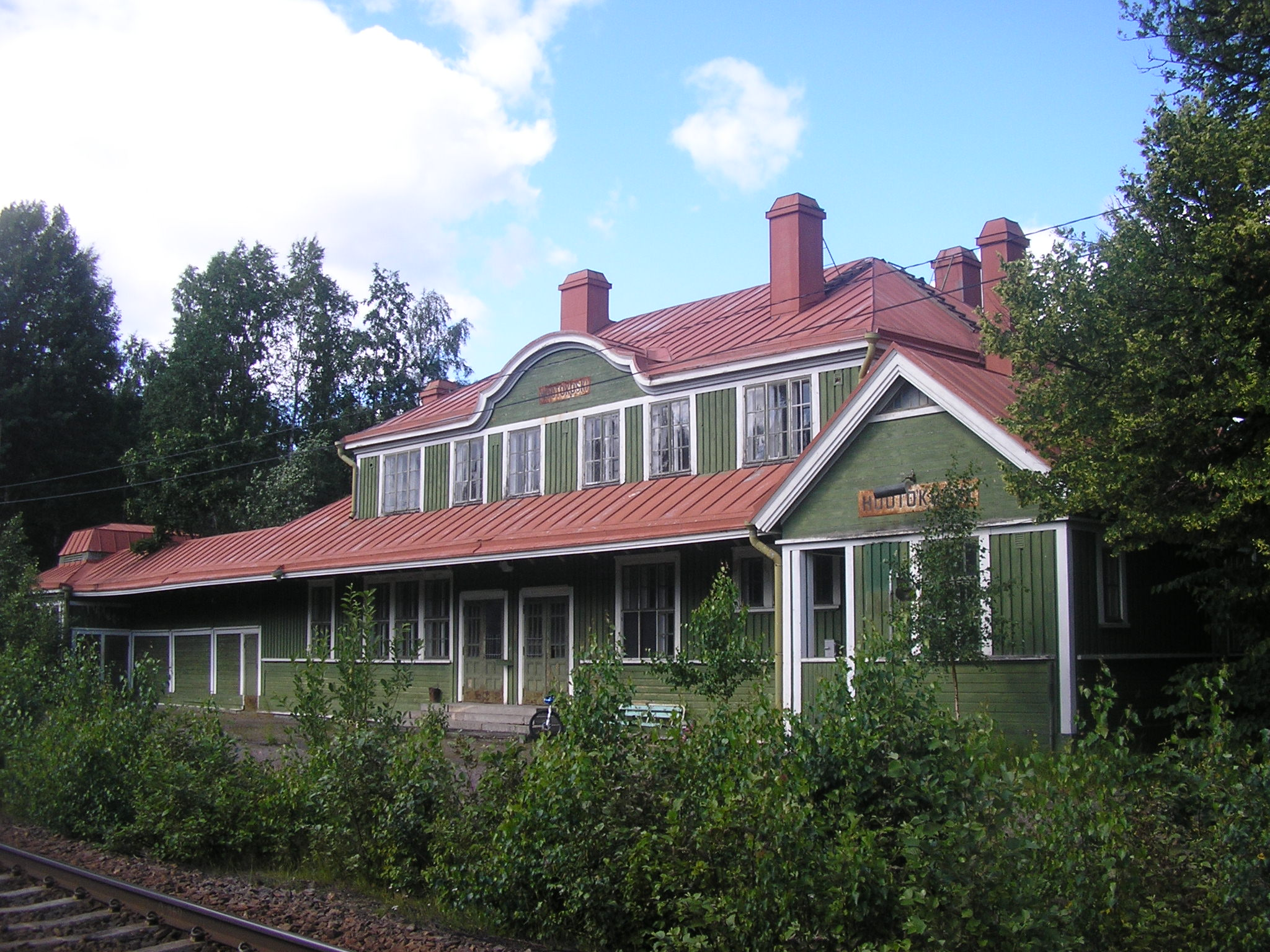
Huutokoski.
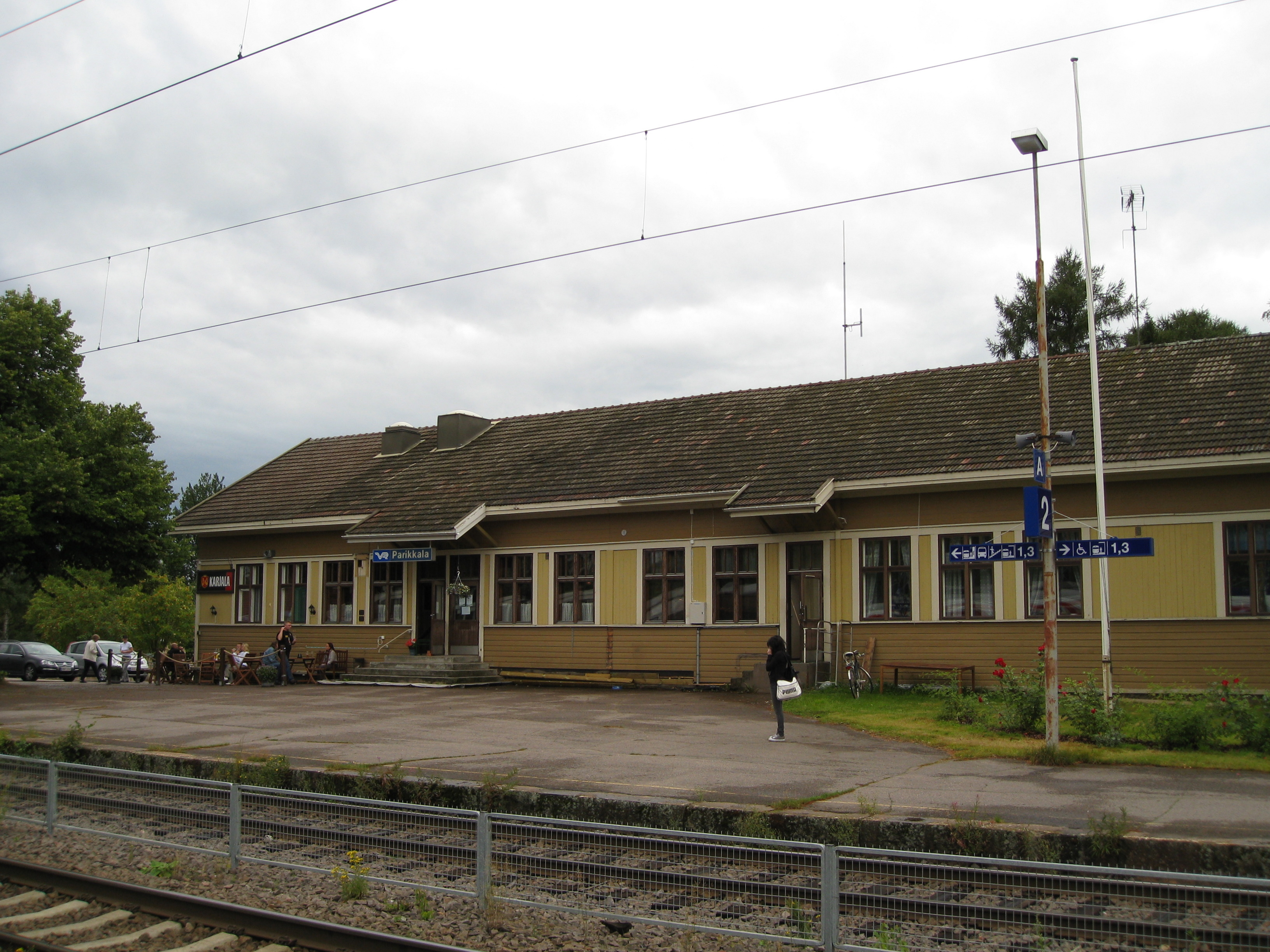
Parikkala.
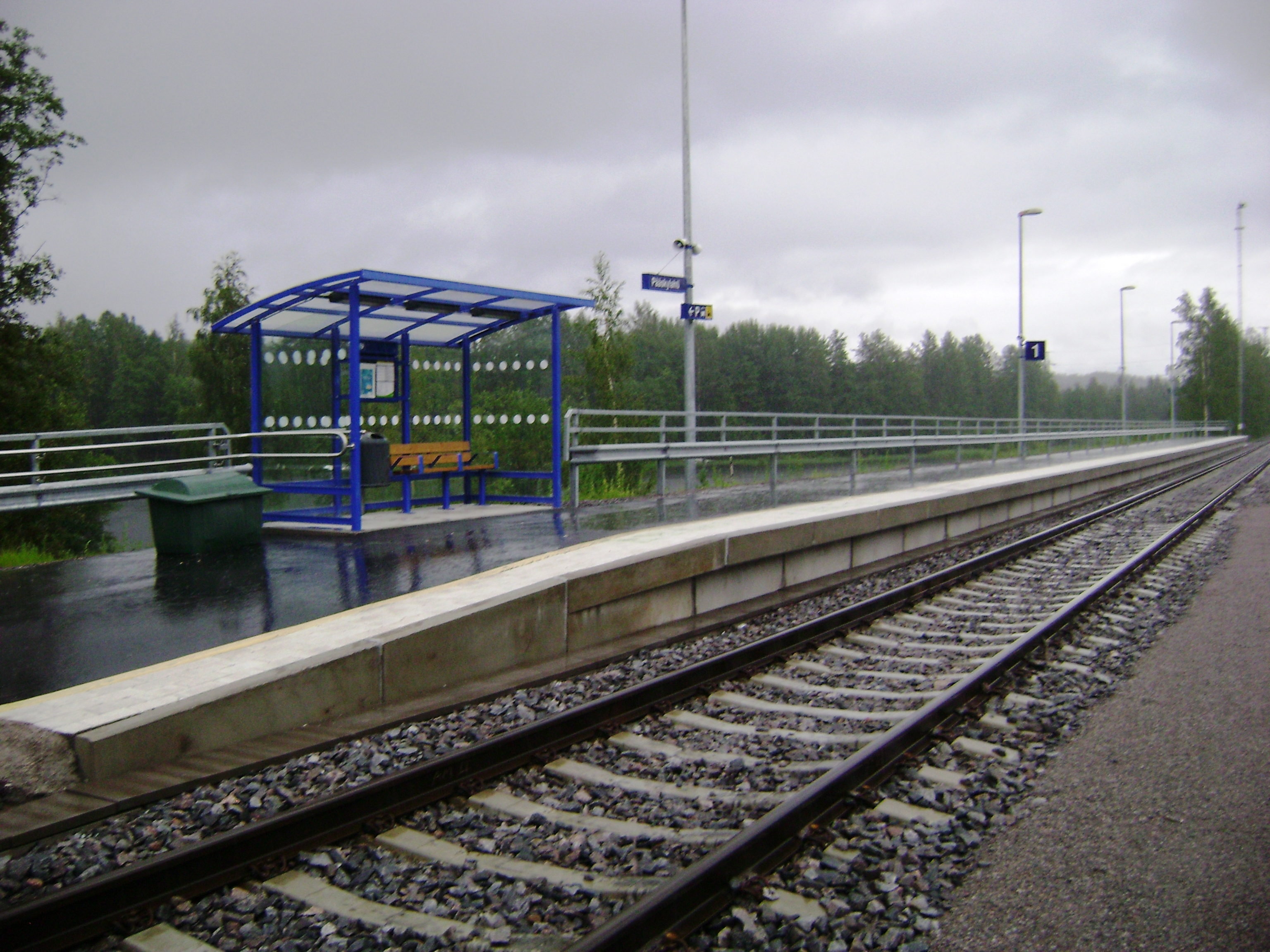
Pääskylahti.

### Ouvrages d'art

Ouvrages d'art
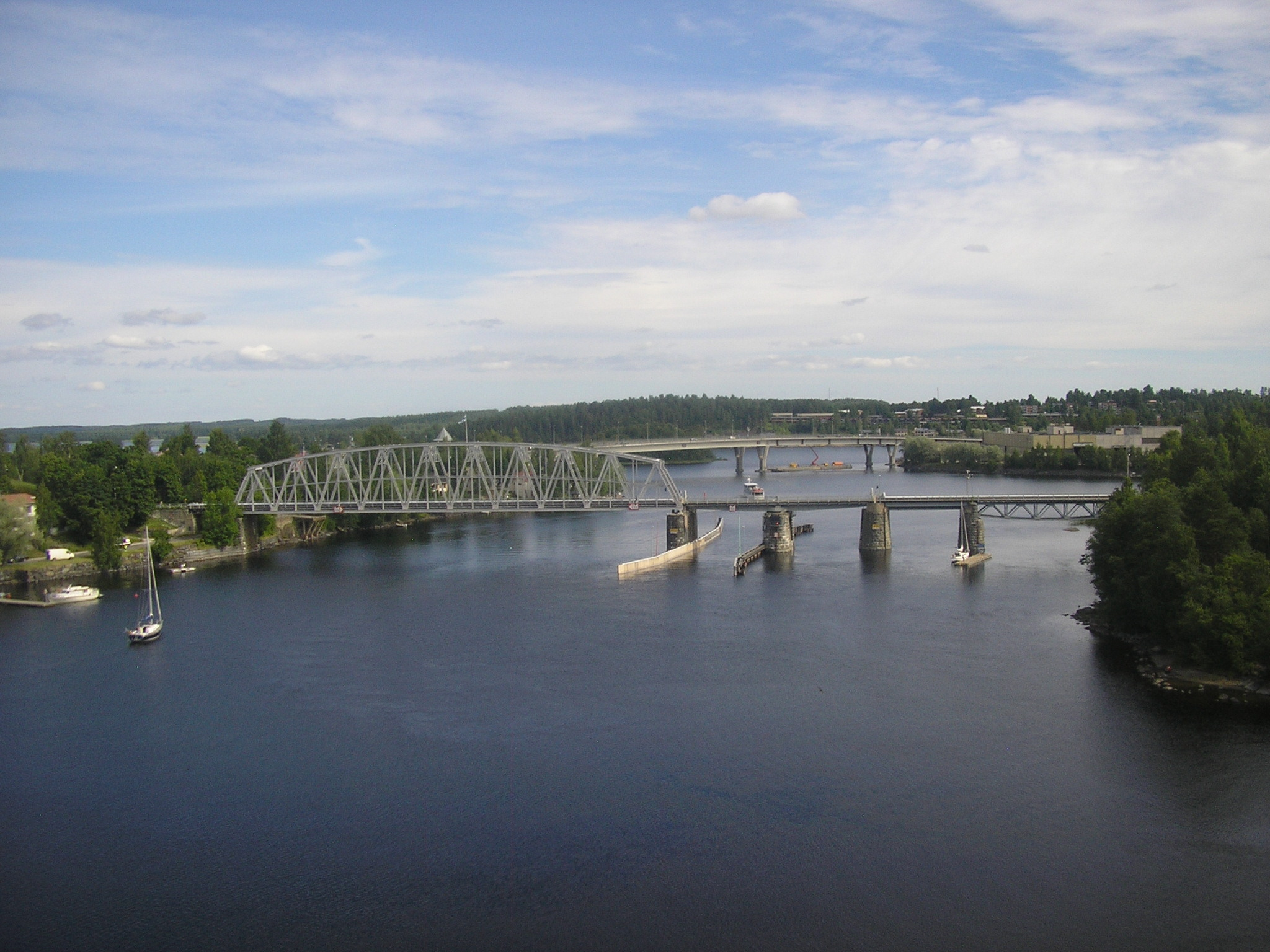
Pont du Kyrönsalmi.
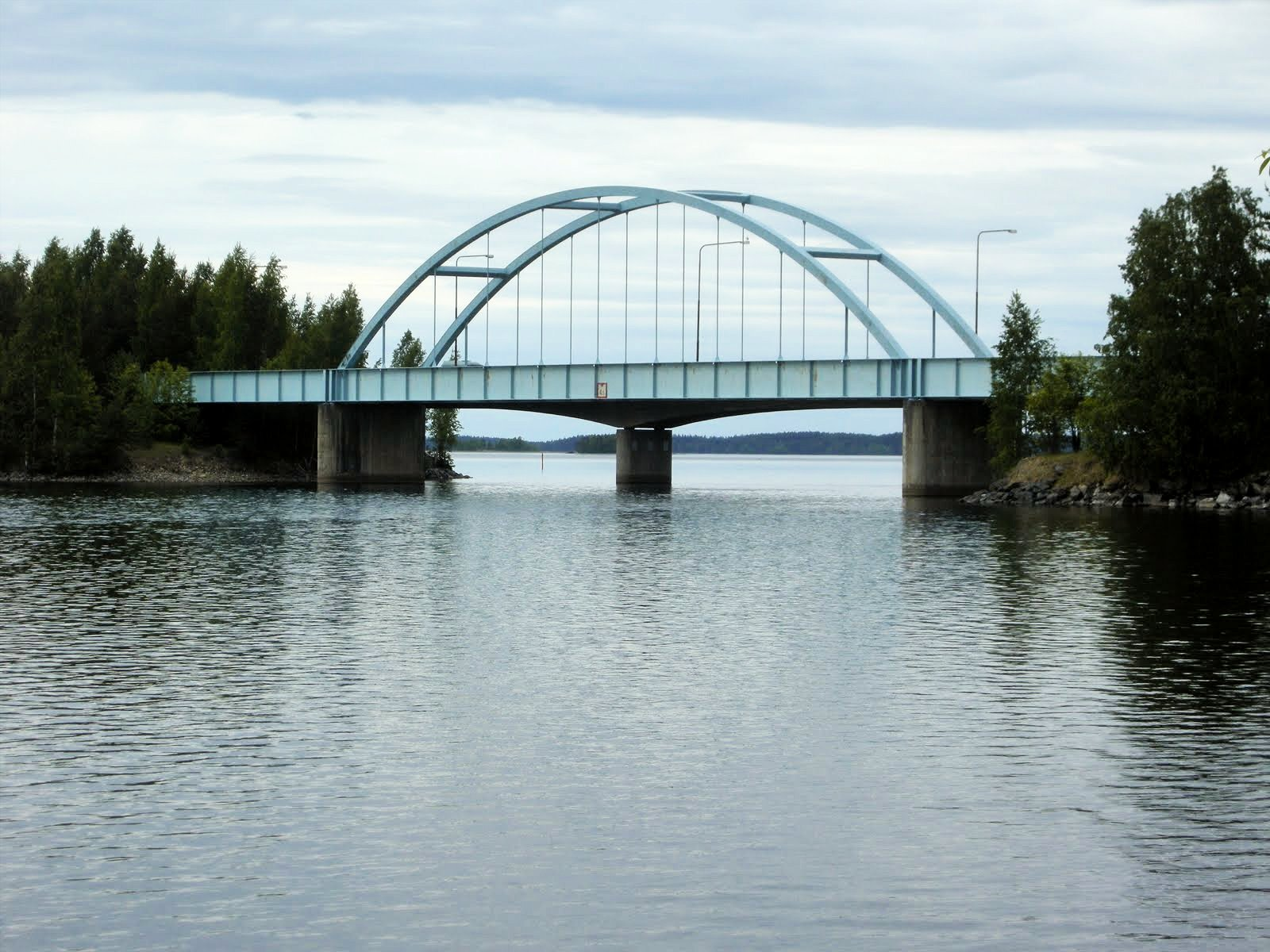
Pont du Punkasalmi.
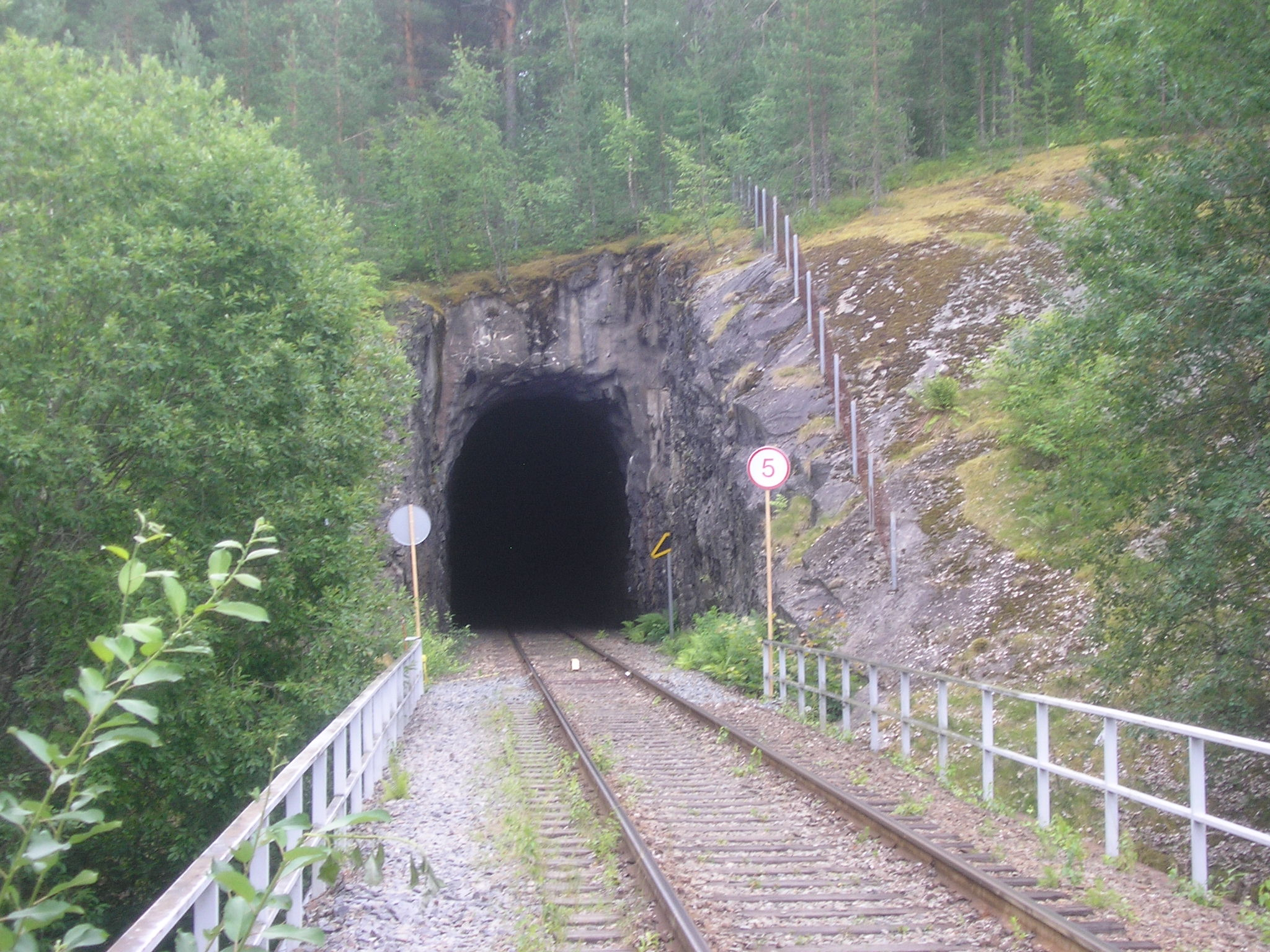
Tunnel de Kyrönniemi.